# سوق الأسماك المركزي (الأحساء)
سوق الأسماك المركزي هو أحد أسواق محافظة الأحساء بالمملكة العربية السعودية.

## الموقع
يقع بحي الكوت القديم بمدينة الهفوف حيث يبعُد عن مركز الأحساء مسافة 1 كيلو متر.

## الخصائص
يُعد سوق السمك المركزي من أهم أسواق الأحساء الرخيصة التي تقدِّم مختلف أنواع الأسماك، حيثُ يحتوى على عدد من المحلات المتراصَّة. تزداد أسعار الأسماك أحيانًا نتيجة سوء الأحوال الجوية بالأحساء بصفة خاصة وبالخليج بصفة عامة، فتعرُّض المنطقة الشرقية بالسعودية لرياح شديدة يمنع الصيادين من الدخول لمراكبهم عرض البحر للصيد الأمر الذي يُسبِّب ارتفاع الأسعار. يُعاني السوق من سيطرة الهنود وغيرهم من الأجانب الوافدين للعمل، فلم يعد يمتهن مهنة صيد وبيع الأسماك الكثير من سكان المحافظة.

## انظر ايضًا
- فوارس مول.
- سوق السويق.